# Capila
Capila is een geslacht van vlinders van de familie van de dikkopjes (Hesperiidae).

## Soorten
- C. hainana Crowley, 1900
- C. jayadeva Moore, 1865
- C. lidderdali (Elwes, 1888)
- C. nigrilima Chou & Gu, 1994
- C. omeia (Leech, 1894)
- C. pauripunetana Chou & Gu, 1994
- C. pennicillatum (De Nicéville, 1892)
- C. phanaeus (Hewitson, 1867)
- C. pieridoides (Moore, 1878)
- C. sumatrana Maruyama & Uehara, 2008
- C. translucida (Leech, 1894)
- C. zennara (Moore, 1865)